# غلوكونات الزنك
 غلُوكُونات الزِّنك (بالإنجليزية: Zinc gluconate)‏ هو ملح الزِّنك لحَمْض الغلوكونيك. وهو مُرَكَّب أيونيّ يتألَّف من أنيونين (صاعِدين) من الغلوكونات لكلّ كاتيون (هابِط) زنك(II). يعدّ الشّكل الشّائع لإيصال الزّنك في المُتَمِّمات القُوْتيّة؛ في هذه الحالة عادةً ما يُستخدم الاسم زينكوم غلوكونيكوم (بالإنجليزية: zincum gluconicum)‏.
يتواجد حمض الغلوكونيك في الطبيعة، ويُصَنَّع مَخبريًّا بواسطى تخمير الغلوكوز؛ نموذجيَّا بواسطة الرَّشَّاشِيَّة السَّوداء، وأيضًا بواسطة فطور أخرى مثل المِكْنَسِيَّة، أو بواسطة بكتيريا مثل الخَلاَّلَة والزَّائِفَة والبكتيريا الغلوكونيّة. عندما يكون بشكله النَّقيّ، هو أبيض إلى أبيض ضارب إلى الصفرة. يمكن أيضًا تصنيعه بواسطة الأكسدة الكَهْرَلِيّة، على الرُّغم من أنّها عمليّة أكثر كُلفة؛ ومن مَحاسِنها مُرْتَسَم مكروبيولوجيّ أقل (microbiological profile) وتفاعل تامّ أكثر، ممّا يُعطي مُنتَج ذي عمر أطول على الرّف.

## غلوكونات الزنك والزكام
استخدِمت غلوكونات الزِّنك في أقراص مَصّ لمعالجة الزُّكام. وقد وُجِدَ أنَّ لأقراص المَص التجريبيّةّ المُضَبَّطة (ذات شاهِد) المحتوية على أسيتات الزنك تأثير قويّ على فترة بقاء الزُّكام. في حين أنَّه قد استُخدِم الزِّنك بالفعل في معالجة الزكام، لكن وردت حالات أنّه سَبَّب فقد الشم (الخُشام).

## مخاوف السلامة
وردت تقارير بحدوث الخُشام (فَقْد الشَّم) عند الاستخدام داخِل الأَنْف لبعض المُنتجات الحاوية على غلوكونات الزنك. في سبتمبر من عام 2003، واجَه زيكام (بالإنجليزية: Zicam)‏ دعاوي قضائيّة من مُستخدِمِين تشكّو على هذا المُنتَج -الَّذي هو هُلاَمَة أنفيَّة تحتوي غلوكونات الزنك ومكوِّنات غير فَعَّالة عديدة- فقد أَثَّر سَلْبِيًّا في حاسّة الشَّم وأحيانًا الذَّوق. زعم بعض المُدَّعِين أنَّهم عانوا من إحساس حارق قويّ ومؤلم للغاية عندما استَخدَموا المُنتَج. استجابت شركة Matrixx Initiatives المُصَنِّعة لدواء زيكام بأنّه عانى عدد قليل من الأشخاص من مشاكل وأنّه قد يكون الزُّكام هو المُسَبِّب للخُشام. في يناير من عام 2006، حَصَلت 340 دعوى قضائيّة على 12$ مليون دولار أمريكيّ.
اعتبرت إدارة الغِذاء والدَّواء الأمريكيّة غلوكونات الزنك بأنَّها «مُعتَرَف بها عمومًا كآمِنة» عند استخدامها طِبقًا لمُمَارسات التَّصنيع الجيِّد (GMP)، ورغمًا لذلك لا تُعَدّ المادّة مُفيدة كمُتَمِّم قوتيّ (غِذائيّ) من قِبَل إدارة الغذاء والدواء. في 16 يونيو/حزيران 2009، «حَذَّرَت ودَعَت إدارة الغذاء والدواء المُستهلكين إلى التَّوقُّف عن استخدام ورمي ثلاثة مُنتجات زيكام لداخل الأنف تحتوي على الزنك. وقد تُسَبِّب المُنتجات فقد لحاسَّة الشَّم. …لدى إدارة الغذاء والدواء مَخاوِف من أنَّ فقد حاسَّة الشَّم قد يكون دائمًا.» رَدَّت Matrixx بأنَّ ادّعاءات إدارة الغذاء والدواء «لا أساس لها من الصِّحَّة ومُضَلِّلَة»، مُستشهِدةً بنقص الأدلّة من الاختبارات المُضَبَّطة بأنَّ زيكام يُسَبِّب الخُشام. مِمَّا وَرَد في تحذير إدارة الغذاء والدواء: «هذا التَّحذير لا يشمل مَضغوطات وأقراص مَصّ الزِّنك المأخوذة عبر الفم، وأيضًا لا يشمل الزِّنك القوتيّ.»

## الاستخدام البيطري
يستخدم المُنتج المُرتكز على غلوكونات الزنك والّذي يحوي أيضًا الأرجنين كدواء خِصاء كيميائيّ بيطَريّ. لقد بيع بأسماء تجاريّة مُختلفة مثل زوتيرين (بالإنجليزية: Zeuterin)‏ (سابقًا: نوتيرسول (بالإنجليزية: Neutersol)‏) وإستيريلسول (بالإنجليزية: Esterilsol)‏.

## روابط خارجيّة
- A12CB02‏ (منظمة الصحة العالمية)